# Wiltrud Drexel
Wiltrud Drexel (ur. 16 sierpnia 1950 w Feldkirch) – austriacka narciarka alpejska, wicemistrzyni olimpijska, dwukrotna medalistka mistrzostw świata oraz zdobywczyni Małej Kryształowej Kuli Pucharu Świata w zjeździe.

## Kariera
W zawodach Pucharu Świata zadebiutowała 18 stycznia 1967 roku w Schruns, zajmując 34. miejsce w zjeździe. Pierwsze punkty wywalczyła 17 stycznia 1968 roku, zajmując dziesiąte miejsce w zjeździe. Blisko rok później, 10 stycznia 1969 roku w Grindelwald, po raz pierwszy stanęła na podium zawodów tego cyklu, zwyciężając w zjeździe. W zawodach tych wyprzedziła bezpośrednio Rosi Mittermaier z RFN oraz Francuzkę Isabelle Mir. W kolejnych latach wielokrotnie stawała na podium, odnosząc przy tym cztery kolejne zwycięstwa w biegu zjazdowym: 15 stycznia 1969 roku w Schruns, 28 stycznia 1971 roku w Pra Loup, 26 lutego 1972 roku w Crystal Mountain oraz 4 grudnia 1974 roku w Val d’Isère. Ostatni raz w najlepszej trójce znalazła się 15 stycznia 1975 roku w Schruns, gdzie zajęła trzecie miejsce w kombinacji. Najlepsze wyniki osiągnęła w sezonie 1968/1969, kiedy to zajęła trzecie miejsce w klasyfikacji generalnej, a w klasyfikacji zjazdu wywalczyła Małą Kryształową Kulę. W klasyfikacji generalnej wyprzedziły ja jedynie jej rodaczka, Gertrud Gabl oraz Francuzka Florence Steurer. Była także druga w klasyfikacji zjazdu w sezonach 1970/1971, 1971/1972 i 1972/1973 oraz trzecia w sezonie 1973/1974.
W 1970 roku wystartowała na mistrzostwach świata w Val Gardena, jednak nie ukończyła zjazdu i slalomu. Pierwszy medal wywalczyła na igrzyskach olimpijskich w Sapporo w 1972 roku, zajmując trzecie miejsce w gigancie. W zawodach tych uległa jedynie Marie-Theres Nadig ze Szwajcarii oraz kolejnej Austriaczce, Annemarie Pröll. Na tych samych igrzyskach wystartowała także w slalomie, jednak nie ukończyła pierwszego przejazdu i ostatecznie nie była klasyfikowana. Były to jej jedyne starty olimpijskie. Zdobyła ponadto brązowy medal w zjeździe na mistrzostwach świata w Sankt Moritz w 1974 roku. Tym razem lepsze okazały się Annemarie Moser-Pröll i Betsy Clifford z Kanady. Kilkakrotnie zdobywała medale mistrzostw kraju, w tym złote: w zjeździe w latach 1970, 1974 i 1976 oraz slalomie w 1974 roku.
W 1996 roku otrzymała także Odznakę Honorową za Zasługi dla Republiki Austrii.

## Osiągnięcia

### Igrzyska olimpijskie
| Miejsce | Dzień     | Rok  | Miejscowość | Konkurencja | Czas biegu | Strata | Zwyciężczyni       |
| ------- | --------- | ---- | ----------- | ----------- | ---------- | ------ | ------------------ |
| 3.      | 8 lutego  | 1972 | Sapporo     | Gigant      | 1:29,90    | +2,45  | Marie-Theres Nadig |
| DNF1    | 11 lutego | 1972 | Sapporo     | Slalom      | 1:31,24    | -      | Barbara Cochran    |

### Mistrzostwa świata
| Miejsce | Dzień     | Rok  | Miejscowość  | Konkurencja | Czas biegu | Strata | Zwyciężczyni          |
| ------- | --------- | ---- | ------------ | ----------- | ---------- | ------ | --------------------- |
| DNF     | 11 lutego | 1970 | Val Gardena  | Zjazd       | 1:58,34    | -      | Annerösli Zryd        |
| DNF1    | 13 lutego | 1970 | Val Gardena  | Slalom      | 1:40,44    | -      | Ingrid Lafforgue      |
| 3.      | 8 lutego  | 1972 | Sapporo      | Gigant      | 1:29,90    | +2,45  | Marie-Theres Nadig    |
| DNF1    | 11 lutego | 1972 | Sapporo      | Slalom      | 1:31,24    | -      | Barbara Cochran       |
| 3.      | 7 lutego  | 1974 | Sankt Moritz | Zjazd       | 1:50,84    | +1,31  | Annemarie Moser-Pröll |

### Puchar Świata

#### Miejsca w klasyfikacji generalnej
- sezon 1967/1968: 36.
- sezon 1968/1969: 3.
- sezon 1969/1970: 15.
- sezon 1970/1971: 4.
- sezon 1971/1972: 7.
- sezon 1972/1973: 6.
- sezon 1973/1974: 9.
- sezon 1974/1975: 11.
- sezon 1975/1976: 20.

#### Miejsca na podium
1. Grindelwald – 10 stycznia 1969 (zjazd) – 1. miejsce
2. Schruns – 15 stycznia 1969 (zjazd) – 1. miejsce
3. St. Anton – 31 stycznia 1969 (zjazd) – 3. miejsce
4. Mont-Sainte-Anne – 14 marca 1969 (gigant) – 3. miejsce
5. Garmisch-Partenkirchen – 30 stycznia 1970 (zjazd) – 2. miejsce
6. Voss – 12 marca 1970 (gigant) – 2. miejsce
7. Val d’Isère – 16 grudnia 1970 (slalom) – 3. miejsce
8. Val d’Isère – 19 grudnia 1970 (zjazd) – 2. miejsce
9. Schruns – 20 stycznia 1971 (zjazd) – 3. miejsce
10. Schruns – 21 stycznia 1971 (slalom) – 3. miejsce
11. Pra Loup – 28 stycznia 1971 (zjazd) – 1. miejsce
12. Mont-Sainte-Anne – 13 lutego 1971 (slalom) – 3. miejsce
13. Bad Gastein – 12 stycznia 1972 (zjazd) – 2. miejsce
14. Banff – 19 lutego 1972 (gigant) – 2. miejsce
15. Crystal Mountain – 25 lutego 1972 (zjazd) – 2. miejsce
16. Crystal Mountain – 26 lutego 1972 (zjazd) – 1. miejsce
17. Grindelwald – 16 stycznia 1973 (zjazd) – 2. miejsce
18. Chamonix – 25 stycznia 1973 (zjazd) – 2. miejsce
19. Schruns – 1 lutego 1973 (zjazd) – 2. miejsce
20. Sankt Moritz – 10 lutego 1973 (zjazd) – 3. miejsce
21. Val d’Isère – 6 grudnia 1973 (zjazd) – 3. miejsce
22. Zell am See – 19 grudnia 1973 (zjazd) – 2. miejsce
23. Pfronten – 5 stycznia 1974 (zjazd) – 2. miejsce
24. Bad Gastein – 23 stycznia 1974 (zjazd) – 3. miejsce
25. Val d’Isère – 4 grudnia 1974 (zjazd) – 1. miejsce
26. Cortina d’Ampezzo – 12 grudnia 1974 (zjazd) – 3. miejsce
27. Schruns – 15 stycznia 1975 (kombinacja) – 3. miejsce